# Pavonia marginata
Pavonia marginata är en malvaväxtart som beskrevs av M. Thulin. Pavonia marginata ingår i släktet påfågelsmalvor, och familjen malvaväxter. Inga underarter finns listade i Catalogue of Life.